# Liether Kalkgrube

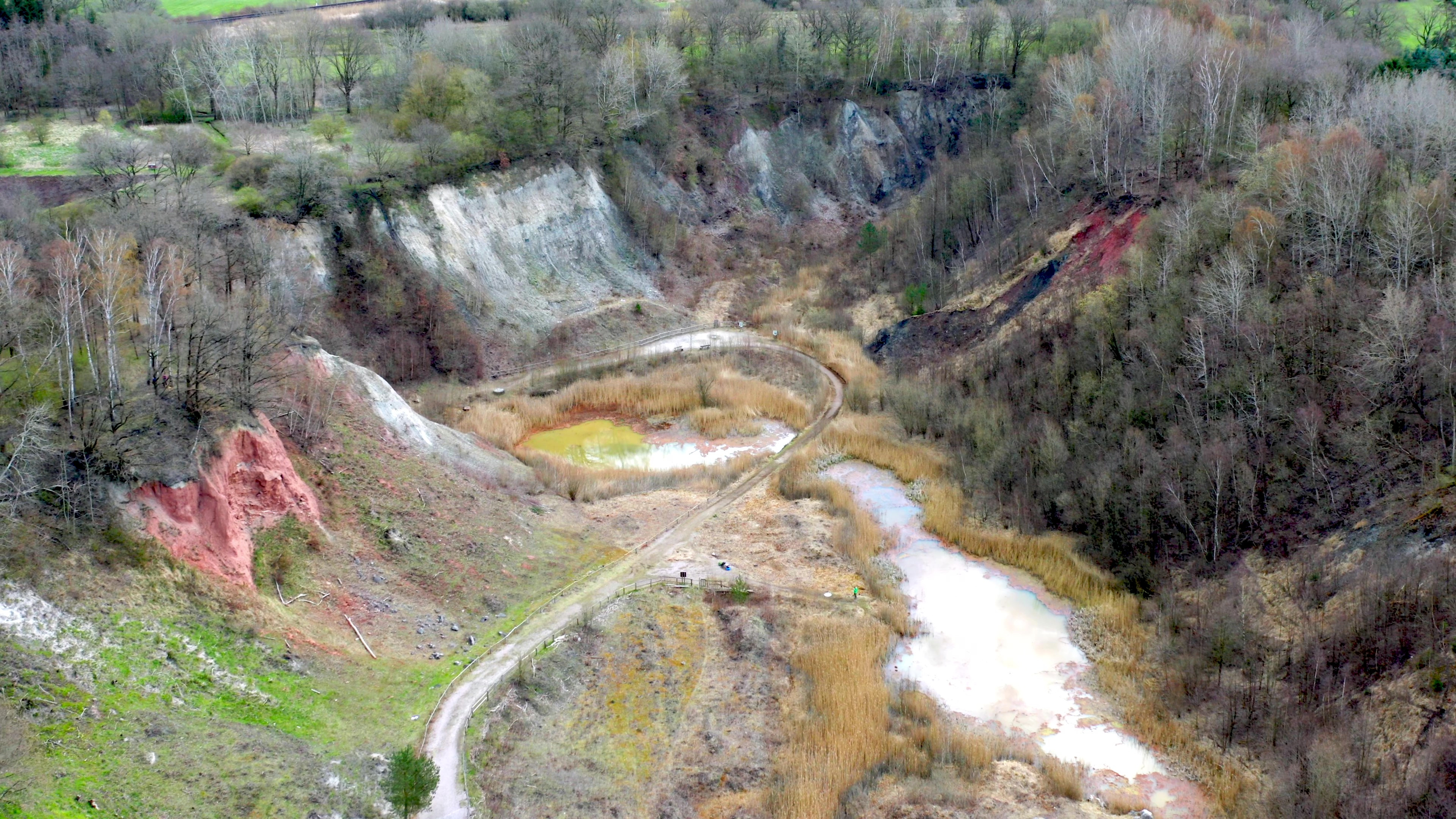
Im Rahmen der 30 Geotope-Initiative erzeugte Drohnenaufnahme der Liether Kalkgrube im Jahr 2021.

Die Liether Kalkgrube liegt im Kreis Pinneberg, östlich der Ortschaft Klein Nordende auf deren Gebiet. Es handelt sich um einen ehemaligen Tagebau, der 1986 eingestellt wurde. Das Gebiet wurde 1991 als Naturschutzgebiet ausgewiesen und 2006 als ein „Nationaler Geotop“ ausgezeichnet. Die Liether Kalkgrube ist das fünfte im Rahmen der 30 Geotope-Initiative der DGGV präsentierte 3D-Modell.

## Geologie
Die Grube eröffnet einen Einblick in geologische Schichten, die in der Norddeutschen Tiefebene normalerweise tief im Untergrund liegen. Es handelt sich um einen Salzdiapir aus dem Perm (Rotliegend und Zechstein I und II – Werra-Serie und Staßfurt-Serie). Die Gesteinsfolge des Perms in der Liether Kalkgrube wird auf einer Informationstafel am Lehrpfad beschrieben. Hier eine verkürzte Wiedergabe:
| mittlerer Zechstein                                       |               |
| Stinkschiefer (grauschwarzer Kalkschiefer mit Kalkspat)   | ca. 60 m      |
| Werra-Anhydrit (weißer, teils feingeschichteter Anhydrit) | > 10 m        |
| Kalkasche (verwitterter und ausgelaugter Zechsteinkalk)   | 8–20 m        |
| Blasenkalk (blasig und porig durch Auslaugung)            | 1–3 m         |
| unterer Zechstein                                         |               |
| Zechsteinkalk (harter Kalk und kohliger Mergelschiefer)   | 6–10 m        |
| Zechstein-Konglomerat, Basissand (grau, tonig)            | 0,5–1,2 m     |
| Rotliegend                                                |               |
| Kalksandstein (braunrot, tonig)                           | 2,3–3 m       |
| Rotliegendton (ziegelrot, enthält Gips und Steinsalz)     | mehrere 100 m |

Da mesozoische Elemente im Salzaufbruch des Aufschlusses nicht gefunden wurden, ist anzunehmen, dass der Salzdiapir nicht – wie die meisten anderen – in der Oberkreide, sondern bereits im Paläozoikum entstanden ist. Diese kaminartig aufgestiegenen Gesteinsschichten, Salzdiapir, Salzdom, Salzhorst oder Salzstock genannt, treten an einigen Stellen in Norddeutschland, so auch hier in der Nähe von Elmshorn, an die Oberfläche. Weitere oberflächennahe Salzdiapire sind beispielsweise bei Bad Segeberg, Lüneburg oder Gorleben anzutreffen. Der Salzdiapir von Lieth wird zu den so genannten Rundhorsten gerechnet.
Der Aufbau des Salzdiapirs ist durch den Aufschluss selbst und durch Bohrungen bis zu einer Tiefe von mehr als 1300 Metern gut bekannt. Fossilfunde (im Kupferschiefer des Zechsteins) haben das ihre zur wissenschaftlichen Erforschung der Lokalität beigetragen.
Die Flanken der Sättel und Mulden der aufgestiegenen Gesteinsschichten sind sehr steil (130° bis 150°). Etwa in der Mitte der Grube, in einer Abbautiefe von rund 30 Metern, ist ein Teil des Gipshuts des Salzdiapirs aufgeschlossen.
Die im Zusammenhang mit dem Salzaufstieg entstandene, lokal eng begrenzte, quartäre Schichtfolge aus umgelagerten Kaolinsanden und Braunkohleflözen wird als „Lieth-Serie“ bezeichnet. Die Lage dieser Schichten deutet darauf hin, dass noch im Quartär erhebliche Bewegungen in diesem Bereich stattgefunden haben müssen. Im Westteil der Grube sind quartäre Strukturen entdeckt worden, die als Eiskeile gedeutet werden.
Vor der Unterschutzstellung des Geländes war es möglich, dort Gesteine, Fossilien und Mineralien zu sammeln. Besonderer Beliebtheit erfreute sich die Grube wegen des Vorkommens von Fluorit, Chalkopyrit und Marienglas, eine Varietät des Minerals Gips. Einige attraktive Mineralienstufen sind im Museum für Natur und Umwelt Lübeck ausgestellt. Im Kupferschiefer wurden unter anderem auch Ganoidfische gefunden.

## Geschichte und Namensherkunft

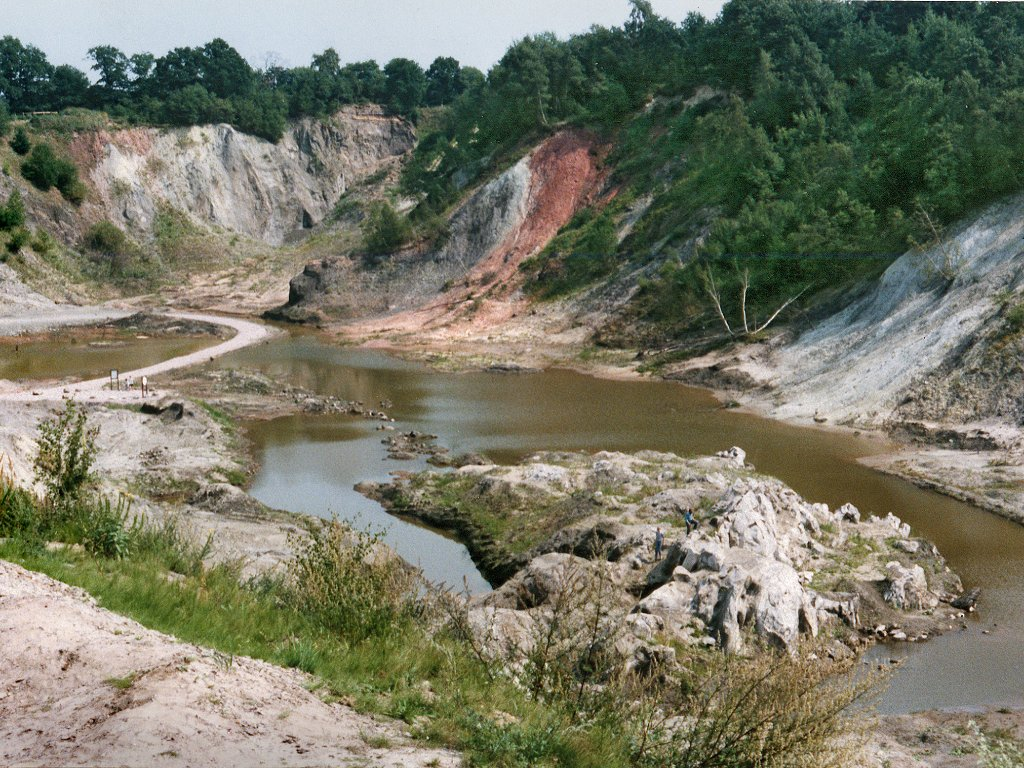
Liether Kalkgrube im Jahre 2000

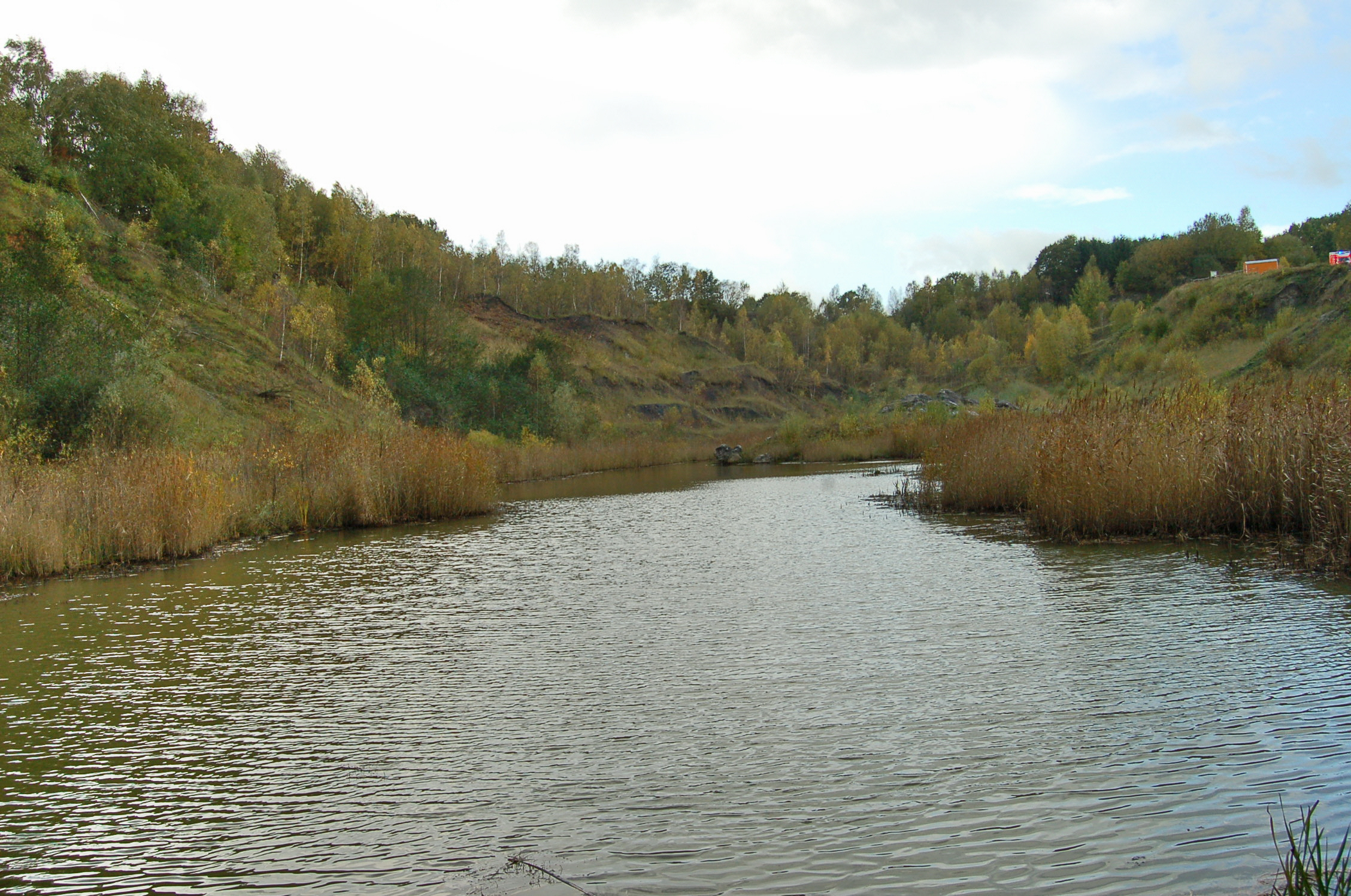
Das Naturschutzgebiet Liether Kalkgrube bei Klein Nordende 2006 – Die 30 m tiefe Grube ist zum Teil mit Wasser gefüllt.

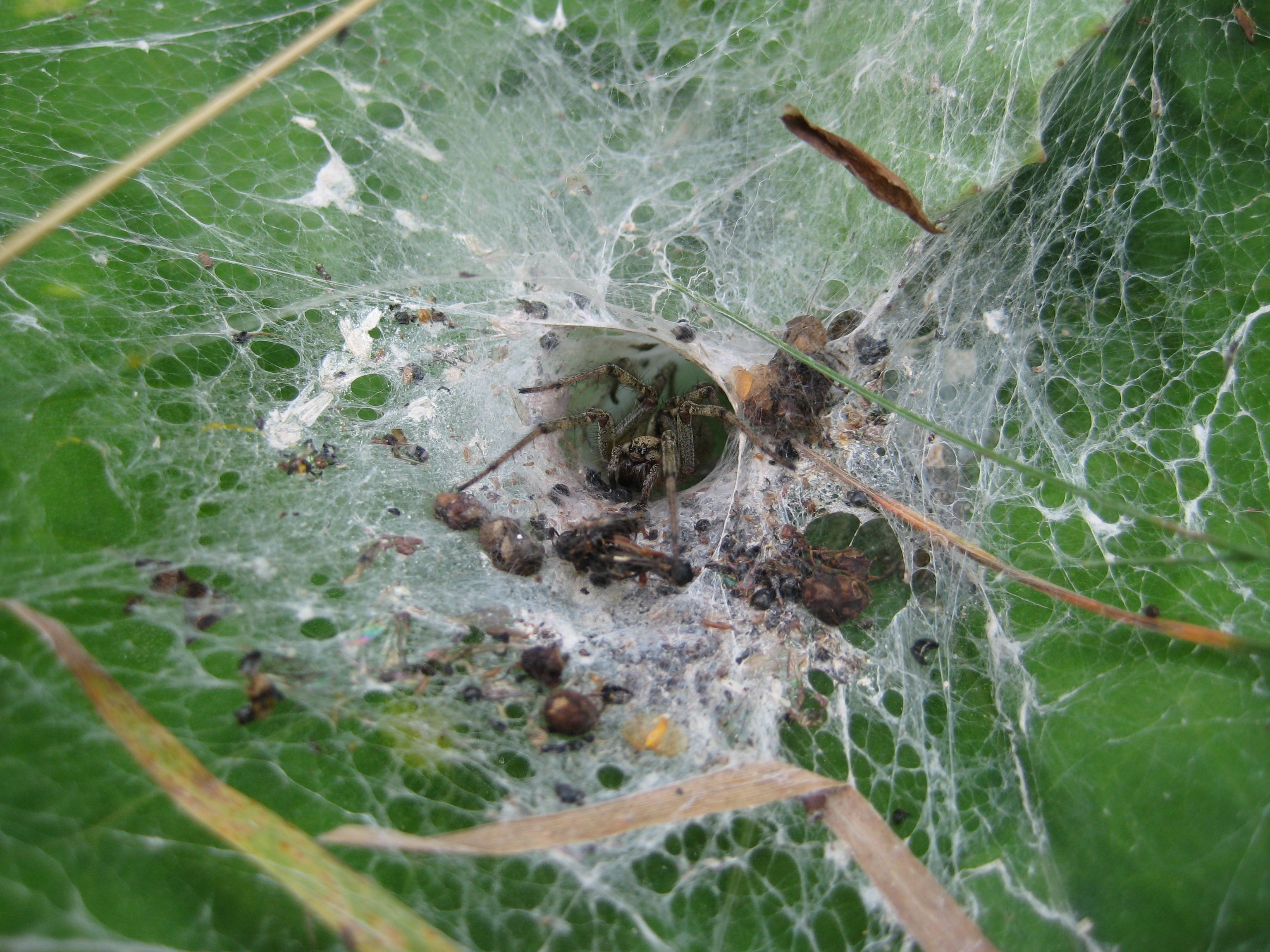
Labyrinthspinne aus der Liether Kalkgrube

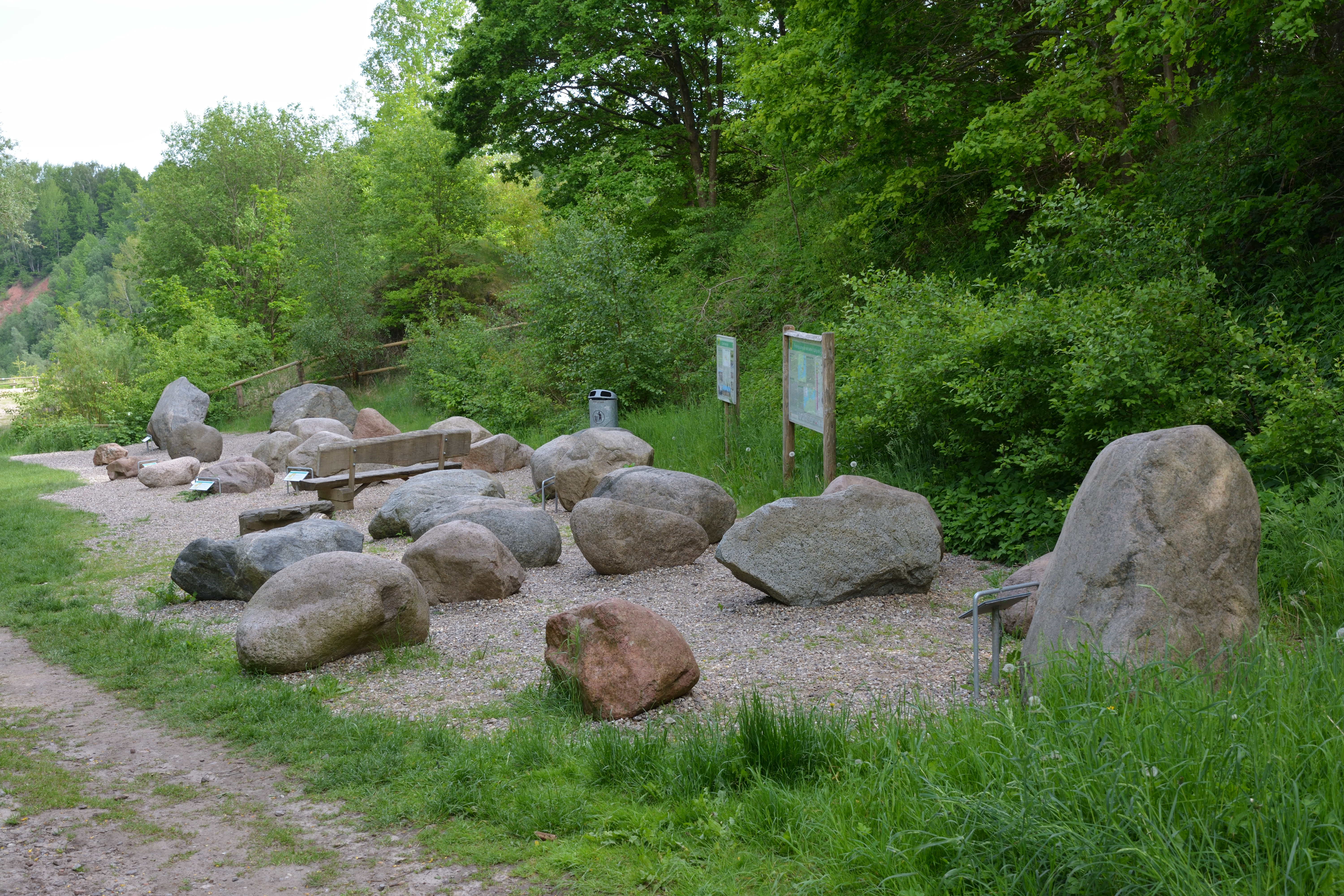
Der Findlingsgarten im Jahre 2020

Beim Bau der Altona-Kieler Eisenbahn im Jahre 1844 wurde ein Teil des Salzdiapirs angeschnitten. Die dabei gefundenen roten Tone wurden abgebaut und zur Ziegelherstellung verwendet, später auch die Kalkaschen (verwitterter Zechsteinkalk), die sowohl zu Düngemittel verarbeitet als auch für den Wegebau eingesetzt wurden.
Der Name „Liether Kalkgrube“ geht auf das in der Gegend gelegene, 1938 nach Elmshorn eingemeindete Dorf „Lieth“ zurück, dessen Name wiederum auf das altsächsische Wort hlīth für „Abhang“ zurückgeht.

## Heutige Situation
Das heute unter Naturschutz stehende Gebiet ist für die Öffentlichkeit zugänglich. Die grauen und roten Gesteine des Zechsteins und des Rotliegenden sind sichtbar, ebenso der Gipshut. Schautafeln informieren über die geologischen Zusammenhänge. Die Unterschutzstellung dient in erster Linie dem Erhalt dieses sehr bedeutsamen geologischen Aufschlusses, aber auch dem Schutz der sich nach Beendigung der wirtschaftlichen Nutzung entwickelten Kalk-Sumpf-Flora, dort lebender Insekten, Amphibien und einiger Vogelarten.
Von 1995 bis Juli 2023 betreute die Kulturgemeinschaft Tornesch das NSG Liether Kalkgrube. Schon bei der Diskussion über die Ausweisung der Kalkgrube zum Naturschutzgebiet im Jahre 1986 hat sich die Kulturgemeinschaft intensiv für die Unterschutzstellung der geologischen Besonderheit eingesetzt.
Am 15. November 1986 wurde durch die Kulturgemeinschaft eine Führung durch die Grube organisiert, an der rund 370 Personen teilnahmen. F. Grube und P.-H. Ross vom geologischen Landesamt Schleswig-Hostein übernahmen die Führung.
1991 wurde die Grube unter Schutz gestellt und am 18. Juni 1992 im Beisein des Landesumweltministers Berndt Heydemann seiner Bestimmung übergeben.
Bis Ende 2008 wurden von der Kulturgemeinschaft rund 8000 Besucher durch das Naturschutzgebiet geführt.
Die Tornescher Klaus-Groth-Schule pflegt eine Patenschaft mit dem Naturschutzgebiet.
Im Mai 2006 wurde das Geotop Liether Kalkgrube von der Akademie für Geowissenschaften als eines der bedeutendsten Geotope Deutschlands eingestuft und mit dem Prädikat „Nationaler Geotop“ ausgezeichnet.
Der Arbeitskreis VI der Kulturgemeinschaft befasst sich intensiv mit der Pflege und Betreuung des NSG.
Der Leiter des Arbeitskreises und Ehrenvorsitzende der Kulturgemeinschaft H.J. Wohlenberg wurde im Jahre 1995 vom Landesamt für Natur- und Umweltschutz zum Schutzgebietsreferenten des NSG bestellt.
2023 wurde der Verein Liether Kalkgrube gegründet und betreut seit Juli 2023 das Naturschutzgebiet und Geotop.
Der Findlingsgarten im Eingangsbereich der Grube wurde im Jahr 2004 eingerichtet. Auf Info-Tafeln werden Alter und Herkunft der Gesteine sowie die Wirkung der quartären Eisvorstöße in der Region erläutert.

## Lokale Pflanzenvorkommen

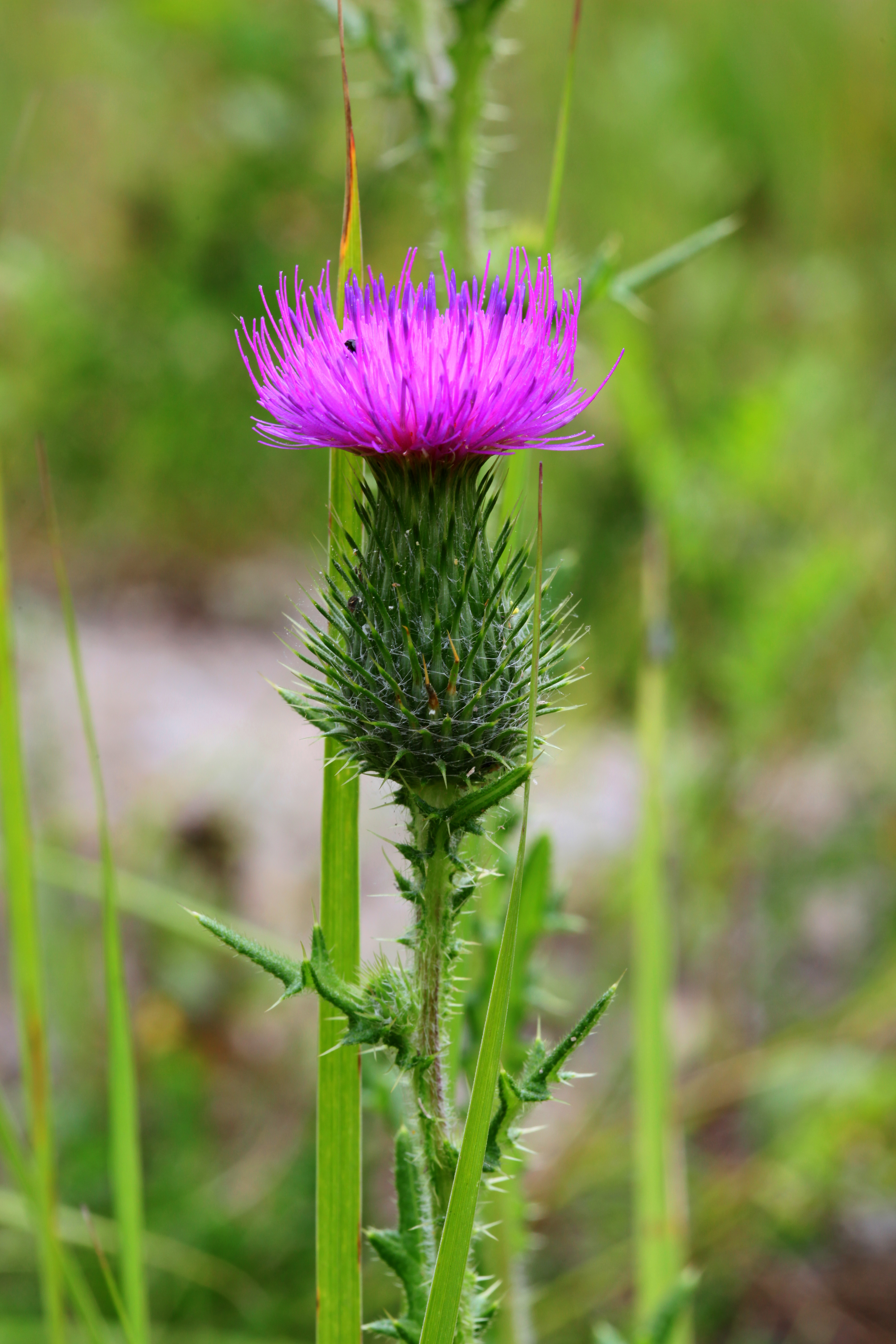
Gewöhnliche Kratzdistel
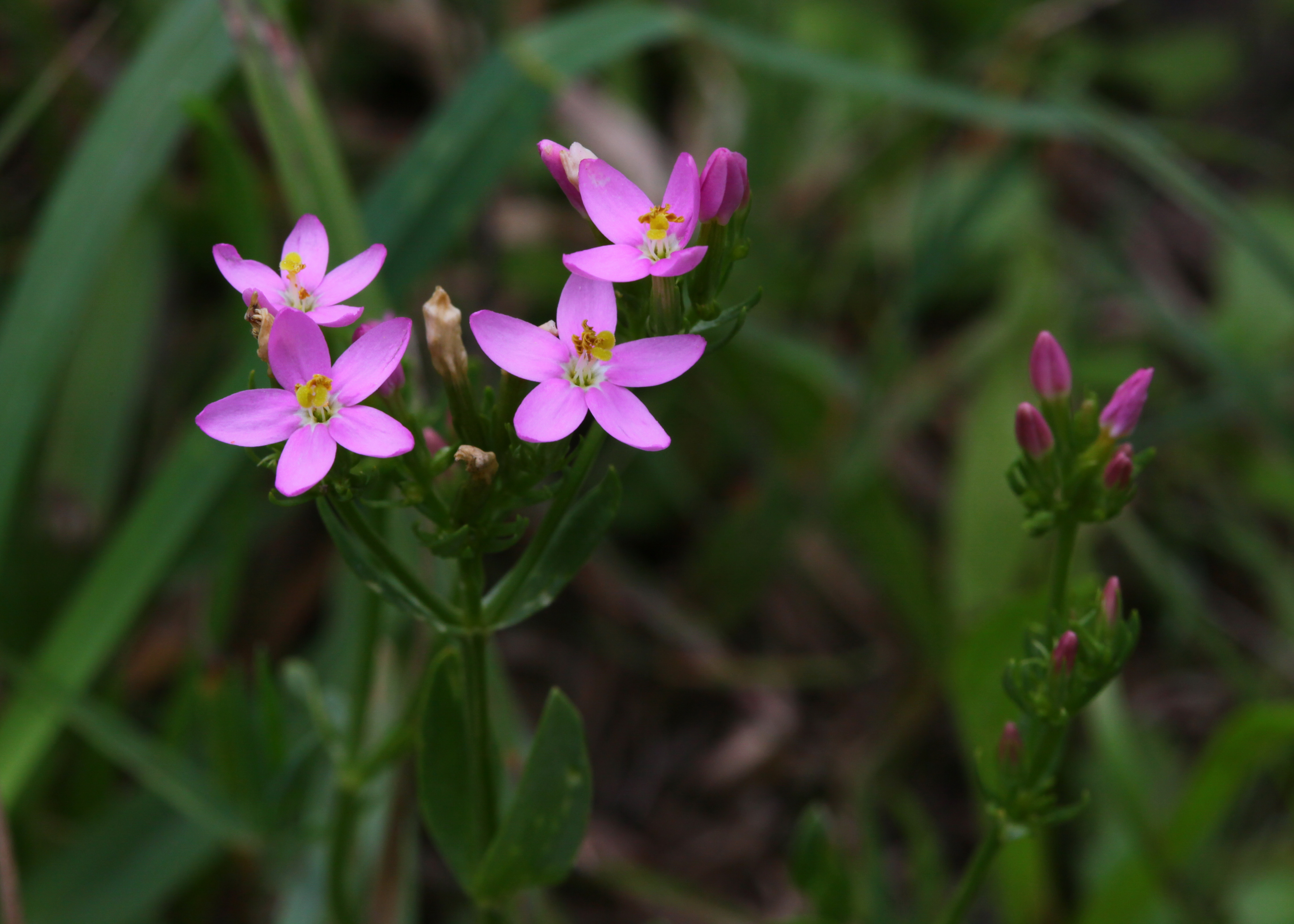
Echtes Tausendgüldenkraut